# 寺阪昭信
寺阪 昭信（てらさか あきのぶ、1939年 - 2022年8月6日）は、日本の地理学者。流通経済大学名誉教授。専攻は経済地理学、観光地理学。徳島県出身。

## 経歴
1968年に京都大学大学院文学研究科博士課程を中退して、埼玉大学教養学部助手となった。その後、講師に昇任し、1977年に東京都立大学理学部助教授に転じ、さらに、1987年に流通経済大学経済学部教授となり、2010年に退職して名誉教授となるまで在職した。

## 著書

### 単著
- 『イスラム都市の変容-アンカラの都市発達と地域構造』 古今書院,1994年,ISBN 978-4772210355
- 『大学テキスト観光地理学-世界と日本の都市と観光』 古今書院,2009年,ISBN 978-4772252430

ほか

### 共著
- 『地域の概念と地域構造 日本の地域構造』 大明堂,1988年,ISBN 978-4470510016
- 『情報化社会の地域構造』 大明堂,1989年,ISBN 978-4470430260
- 『地図で読む百年 関東(1)地図で読む百年―東京・神奈川・千葉』古今書院,2003年,ISBN 978-4772230261
- 『地図で読む百年 関東(2)地図で読む百年―東京・神奈川・千葉』古今書院,2003年,ISBN 978-4772230278
- 『図説 アジア・オセアニアの都市と観光』 古今書院,2013年,ISBN 978-4772241656

### 翻訳
- (ケビン・コックス, レジナルド・ゴレッジ)「空間と行動論:地理学における行動論の諸問題」地人書院,1987年,ISBN 978-4885010569

### 論文
- 「人口移動の空間構造:北海道の通勤・通学圏」『人文地理』,人文地理学会,1968年, NAID 130000996618
- 「馬鈴しょ澱粉工業の近代化:北海道における合理化澱粉工場の建設をめぐる諸問題」『経済地理学会年報』,経済地理学会,1974年, NAID 110002708544
- 「牛乳の生産と流通」『流通問題研究』,流通経済大学流通問題研究所,1990年, NAID 110007190059
- 「情報化社会における経済地理学の課題」,『経済地理学会年報』,経済地理学会,1997年, NAID 110002708060
- 「都市商業と都市ツーリズム」『商学論纂』,中央大学商学研究会,1997年, NAID 40001786869
- 「火災保険図によるイスタンブル商業地域の景観変遷」『西南アジア研究』,京都大学文学部,2002年, NAID 40005515880
- 「都市と百貨店 : 世界の主要都市におけるその地位と立地の比較」『流通經濟大學論集』,流通経済大学,2005年, NAID 110007187813
- 「世界都市ドバイ」『都市地理学』,日本都市地理学会,2007年, NAID 130007807544

ほか多数

## 学会発表
- 「アンタリヤにおける街並保存とツーリズム」,日本地理学会,1997年 ,NAID 10003715130
- 「フランス大都市のショッピングセンター」,日本地理学会,2000年,NAID 10004810367

ほか

## 社会的活動
- 経済地理学会 名誉会員(2018年-)[7]
- 経済地理学会 幹事(1971年-1990年)[2]
- 経済地理学会 代表幹事(1985年-1987年)[2]
- 経済地理学会 評議員(1991年-1999年)[2]
- 経済地理学会 関東支部長(2002年-2003年)[2]